# Orgeval, Aisne

Orgeval este o comună în departamentul Aisne din nordul Franței. În 1 ianuarie 2022 avea o populație de 55 de locuitori.